# مایکل سروریس
مایکل سروریس (انگلیسی: Michael Cerveris؛ زادهٔ ۶ نوامبر ۱۹۶۰) خواننده، بازیگر تئاتر، بازیگر سینما، و بازیگر تلویزیون اهل ایالات متحده آمریکا است. وی از سال ۱۹۸۳ میلادی تاکنون مشغول فعالیت بوده‌است.
از فیلم‌ها یا برنامه‌های تلویزیونی که وی در آن نقش داشته‌است می‌توان به فرینج، همسر خوب، مکزیکی، مردی از فولاد، ایکوالایزر، سیرک عجایب: دستیار یک شبح، مرد مورچهای و زنبورک، و شکارچی ذهن اشاره کرد.